# Spooldersluis
De Spooldersluis is een schutsluis met één sluiskolk met puntdeuren tussen de IJssel en het Zwolle-IJsselkanaal in de gemeente Zwolle. De grootste schepen die op deze vaarweg zijn toegelaten zijn schepen met de afmetingen (lxbxd) 110 × 12 × 3,25 m CEMT-klasse Va.
De sluis is 142 m lang, 14 m breed. Diepte van de sluisdrempels is aan de binnenzijde MP –4,1 m en aan de buitenzijde NAP –4,5 m. De bovenzijde van de sluismuur heeft een hoogte van NAP +5,50 m. De deuren in het binnen- en buitenhoofd zijn identiek. Er is één set reserve deuren bij de sluis aanwezig. De deuren van de sluis zijn niet voorzien van een grendelmechanisme voor het keren van negatief verval. Afwateren op de IJssel levert echter geen problemen op voor de veiligheid. Aan de buitenzijde is de waterstand afhankelijk van de rivierafvoer en kan dus sterk variëren. De beweegbare brug (de Spooldersluisbrug) is een ophaalbrug en ligt daarom over het sluishoofd aan de binnenzijde van de sluiskolk. Doorvaarthoogte van de brug in gesloten stand NAP +4,4 m, gebruikelijk is KP +4,8 m. De waterstand in het kanaal varieert tussen ongeveer NAP –0,2 m en –0,4 m.
De Spooldersluis verbindt dijkringgebied 10, Mastenbroek met dijkringgebied 53, Salland. Daarmee is de sluis een primaire waterkering van de categorie b. De deuren kunnen zo nodig met de hand worden bediend, elke set deuren kan met behulp van een slinger (spindel) vanaf de kolkmuur bediend worden. De deurhoogte is NAP +5,5 m, dit is gelijk aan het sluisplateau en de kolkwanden.
De kade aan de zuidelijke oever op een afstand van ruim 90 m vanaf het sluishoofd wordt tevens gebruikt als autoafzetplaats. De kade heeft een lengte van ca. 30 m.
Het bedieningsgebouw van de Spooldersluis is geplaatst op de zuidkant van de kolk op een afstand van 35 m vanaf de kop van het sluishoofd. De sluismeester heeft vanuit de bedieningsruimte zicht op de schepen in de sluiskolk en het wegverkeer dat over de brug passeert en kan tevens de situatie in de binnenvoorhaven overzien. De sluis wordt zowel 's zomers als 's winters onder alle omstandigheden bediend. Alleen als een vaarverbod van kracht is wordt er niet geschut. 's Nachts is de sluis gesloten, behalve als de Balgstuw bij Ramspol gesloten is, wat 1 à 2 × per jaar voorkomt. In dat geval wordt het Zwolle-lJsselkanaal de hoofdvaarroute en wordt de Spooldersluis ook 's nachts bediend.

## Scheepsbewegingen
De sluis is per marifoon aan te roepen op VHF-kanaal 22. Er wordt geen brug- of sluisgeld geheven.
| Beroepsvaart en recreatievaart door de Spooldersluis in 2004 | Beroepsvaart en recreatievaart door de Spooldersluis in 2004 | Beroepsvaart en recreatievaart door de Spooldersluis in 2004 | Beroepsvaart en recreatievaart door de Spooldersluis in 2004 |
| ------------------------------------------------------------ | ------------------------------------------------------------ | ------------------------------------------------------------ | ------------------------------------------------------------ |
|                                                              | Aantal lJsselzijde                                           | Aantal Zwarte Waterzijde                                     | Totaal                                                       |
| Beroepsvaart                                                 | 3.311                                                        | 3.059                                                        | 6.370                                                        |
| Recreatievaart                                               | 5.631                                                        | 5.262                                                        | 10.893                                                       |
| Totaal                                                       | 8.942                                                        | 8.321                                                        | 17.263                                                       |